# Корнелиус, Андреас
Андреас Эвальд Корнелиус (дат. Andreas Evald Cornelius; род. 16 марта 1993, Копенгаген) — датский футболист, нападающий клуба «Копенгаген» и сборной Дании. Полуфиналист чемпионата Европы 2020 года.

## Карьера

### Клубная
Андреас Корнелиус — воспитанник клуба «Копенгаген». Дебютировал в команде 9 апреля 2013 года в матче чемпионата Дании с «Орхусом», заменив на 81-й минуте встречи Сезара Сантина.
До конца чемпионата форвард ещё лишь раз вышел на замену.
В первом же матче следующего чемпионата (15 июля 2012 года против «Мидтъюлланна») Корнелиус забил первый в карьере гол за «Копенгаген».
В матче против «Брюгге», состоявшемся 1 августа 2012 года, нападающий дебютировал в квалификационном раунде Лиги чемпионов.
После поражения «Копенгагена» от «Лилля» в третьем квалификационном раунде турнира Корнелиус в составе датского клуба продолжил выступления в Лиге Европы, где сыграл 6 матчей и забил гол в ворота «Мольде» 30 сентября 2012 года. По результатам сезона 2012/2013 Корнелиус получил «Золотую бутсу» и приз «Игрок года» в датской Суперлиге.
Летом 2013 года перешёл в валлийский «Кардифф Сити», который впервые будет играть в Английской Премьер-лиге. Датчанин заключил долгосрочный контракт с «ласточками»
20 октября 2019 года, выступая за «Парму», сделал хет-трик за 8 минут в ворота «Дженоа», выйдя на замену (5:1). Во втором круге Серии А вновь сделал хет-трик в ворота «Дженоа» (4:1).

### В сборной
Андреас Корнелиус выступал за юношеские сборные Дании в возрастных категориях до 18 и до 19 лет. В 2012 году форвард сыграл 2 матча за молодёжную сборную.
Дебютировал в первой сборной 8 сентября 2012 года в отборочном матче к чемпионату мира 2014 против команды Чехии, заменив за 20 минут до конца встречи Николая Йоргенсена.
26 января 2013 года нападающий сделал хет-трик в товарищеском матче с канадцами, забив свои первые голы за национальную команду. Андреас Корнелиус попал в состав сборной Дании на чемпионат мира 2018 года в России, где сыграл три матча из четырёх, сыгранных сборной Дании.

## Достижения
Копенгаген
- Чемпион Дании (3): 2012/13, 2015/16, 2016/17
- Обладатель Кубка Дании (3): 2011/12, 2014/15, 2015/16

Трабзонспор
- Чемпион Турции: 2021/22

## Статистика

### Выступления за клубы
| Клуб       | Сезон   | Национальный чемпионат | Национальный чемпионат | Национальный чемпионат | Национальные кубки | Национальные кубки | Континентальные кубки | Континентальные кубки | Всего | Всего |
| Клуб       | Сезон   | Лига                   | Игры                   | Голы                   | Игры               | Голы               | Игры                  | Голы                  | Игры  | Голы  |
| ---------- | ------- | ---------------------- | ---------------------- | ---------------------- | ------------------ | ------------------ | --------------------- | --------------------- | ----- | ----- |
| Копенгаген | 2011/12 | Суперлига              | 2                      | 0                      | 0                  | 0                  | 0                     | 0                     | 2     | 0     |
| Копенгаген | 2012/13 | Суперлига              | 26                     | 17                     | 10                 | 1                  | 2                     | 1                     | 38    | 19    |
| Всего      | Всего   | Всего                  | 28                     | 17                     | 10                 | 1                  | 2                     | 1                     |       | 19    |

### Матчи Корнелиуса за сборную Дании
| Матчи Корнелиуса за сборную Дании | Матчи Корнелиуса за сборную Дании | Матчи Корнелиуса за сборную Дании | Матчи Корнелиуса за сборную Дании | Матчи Корнелиуса за сборную Дании | Матчи Корнелиуса за сборную Дании |
| --------------------------------- | --------------------------------- | --------------------------------- | --------------------------------- | --------------------------------- | --------------------------------- |
| №                                 | Дата                              | Соперник                          | Счёт                              | Голы Корнелиуса                   | Соревнование                      |
| 1                                 | 8 сентября 2012                   | Чехия                             | 0:0                               | —                                 | Чемпионат мира 2014 (отбор)       |
| 2                                 | 12 октября 2012                   | Болгария                          | 1:1                               | —                                 | Чемпионат мира 2014 (отбор)       |
| 3                                 | 6 февраля 2013                    | Македония                         | 0:3                               | —                                 | Товарищеский матч                 |
| 4                                 | 22 марта 2013                     | Чехия                             | 3:0                               | 1                                 | Чемпионат мира 2014 (отбор)       |
| 5                                 | 26 марта 2013                     | Болгария                          | 1:1                               | —                                 | Чемпионат мира 2014 (отбор)       |
| 6                                 | 5 июня 2013                       | Грузия                            | 2:1                               | —                                 | Товарищеский матч                 |
| 7                                 | 11 июня 2013                      | Армения                           | 0:4                               | —                                 | Чемпионат мира 2014 (отбор)       |
| 8                                 | 3 сентября 2014                   | Турция                            | 1:2                               | —                                 | Товарищеский матч                 |
| 9                                 | 31 августа 2016                   | Лихтенштейн                       | 5:0                               | 1                                 | Товарищеский матч                 |
| 10                                | 11 октября 2016                   | Черногория                        | 0:1                               | —                                 | Чемпионат мира 2018 (отбор)       |
| 11                                | 11 ноября 2016                    | Казахстан                         | 4:1                               | 1                                 | Чемпионат мира 2018 (отбор)       |
| 12                                | 26 марта 2017                     | Румыния                           | 0:0                               | —                                 | Чемпионат мира 2018 (отбор)       |
| 13                                | 1 сентября 2017                   | Польша                            | 4:0                               | 1                                 | Чемпионат мира 2018 (отбор)       |
| 14                                | 4 сентября 2017                   | Армения                           | 4:1                               | —                                 | Чемпионат мира 2018 (отбор)       |
| 15                                | 5 октября 2017                    | Черногория                        | 1:0                               | —                                 | Чемпионат мира 2018 (отбор)       |
| 16                                | 11 ноября 2017                    | Ирландия                          | 0:0                               | —                                 | Чемпионат мира 2018 (отбор)       |
| 17                                | 14 ноября 2017                    | Ирландия                          | 5:1                               | —                                 | Чемпионат мира 2018 (отбор)       |
| 18                                | 27 марта 2018                     | Чили                              | 0:0                               | —                                 | Товарищеский матч                 |
| 19                                | 21 июня 2018                      | Австралия                         | 1:1                               | —                                 | Чемпионат мира 2018               |
| 20                                | 26 июня 2018                      | Франция                           | 0:0                               | —                                 | Чемпионат мира 2018               |
| 21                                | 1 июля 2018                       | Хорватия                          | 1:1 (2:3 пен.)                    | —                                 | Чемпионат мира 2018               |
| 22                                | 9 сентября 2018                   | Уэльс                             | 2:0                               | —                                 | Лига наций УЕФА 2018/2019         |
| 23                                | 19 ноября 2018                    | Ирландия                          | 0:0                               | —                                 | Лига наций УЕФА 2018/2019         |
| 24                                | 12 октября 2019                   | Швейцария                         | 1:0                               | —                                 | Чемпионат Европы 2020 (отбор)     |
| 25                                | 18 ноября 2019                    | Ирландия                          | 1:1                               | —                                 | Чемпионат Европы 2020 (отбор)     |
| 26                                | 5 сентября 2020                   | Бельгия                           | 0:2                               | —                                 | Лига наций УЕФА 2020/2021         |
| 27                                | 7 октября 2020                    | Фарерские острова                 | 4:0                               | 1                                 | Товарищеский матч                 |
| 28                                | 6 июня 2021                       | Босния и Герцеговина              | 2:0                               | 1                                 | Товарищеский матч                 |
| 29                                | 12 июня 2021                      | Финляндия                         | 0:1                               | —                                 | Чемпионат Европы 2020             |
| 30                                | 17 июня 2021                      | Бельгия                           | 1:2                               | —                                 | Чемпионат Европы 2020             |
| 31                                | 21 июня 2021                      | Россия                            | 4:1                               | —                                 | Чемпионат Европы 2020             |
| 32                                | 26 июня 2021                      | Уэльс                             | 4:0                               | —                                 | Чемпионат Европы 2020             |
| 33                                | 7 сентября 2021                   | Израиль                           | 5:0                               | 1                                 | Чемпионат мира 2022 (отбор)       |
| 34                                | 9 октября 2021                    | Молдова                           | 4:0                               | —                                 | Чемпионат мира 2022 (отбор)       |
| 35                                | 12 ноября 2021                    | Фарерские острова                 | 3:1                               | —                                 | Чемпионат мира 2022 (отбор)       |
| 36                                | 15 ноября 2021                    | Шотландия                         | 0:2                               | —                                 | Чемпионат мира 2022 (отбор)       |
| 37                                | 29 марта 2022                     | Сербия                            | 3:0                               | —                                 | Товарищеский матч                 |
| 38                                | 3 июня 2022                       | Франция                           | 2:1                               | 2                                 | Лига наций УЕФА 2022/2023         |
| 39                                | 6 июня 2022                       | Австрия                           | 2:1                               | —                                 | Лига наций УЕФА 2022/2023         |
| 40                                | 10 июня 2022                      | Хорватия                          | 0:1                               | —                                 | Лига наций УЕФА 2022/2023         |
| 41                                | 13 июня 2022                      | Австрия                           | 2:0                               | —                                 | Лига наций УЕФА 2022/2023         |
| 42                                | 22 ноября 2022                    | Тунис                             | 0:0                               | —                                 | Чемпионат мира 2022               |
| 43                                | 26 ноября 2022                    | Франция                           | 1:2                               | —                                 | Чемпионат мира 2022               |
| 44                                | 30 ноября 2022                    | Австралия                         | 0:1                               | —                                 | Чемпионат мира 2022               |

Итого: 44 матча / 9 голов; 21 победа, 11 ничьих, 12 поражений.